# Rozan
Rozan (ロザン) é uma dupla de comediantes japonesa formada por Fuminori Ujihara (宇治原 史規) e Hirofumi Suga (菅 広文) em 1996.

## Ligações Externas
- Rozan Site Oficial -- Yoshimoto Kogyo (em japonês)